# Kazimierz Zagórski

Herb Ostoja

Kazimierz Zagórski, Casimir Ostoja Zagourski (ur. 1883 w Żytomierzu, zm. 1944) – polski fotograf i podróżnik.

## Życiorys
Wychował się w Azerbejdżanie. Przed rewolucją październikową był pułkownikiem w carskim lotnictwie. Po zakończeniu I wojny światowej zamieszkał wraz z rodziną w Polsce. W 1924 roku wyjechał z Polski i zamieszkał w Léopoldville (dzisiejsza Kinszasa) w Kongu Belgijskim (dzisiejsza Demokratyczna Republika Konga) gdzie założył studio fotograficzne.
Przemierzając w latach 1928–1937 centralną Afrykę, wykonał wiele zdjęć ludzi zamieszkujących te tereny „Czarnego Lądu”. Dwie serie zdjęć zatytułował „Ginąca Afryka”. Zdjęcia dostarczają informacji na temat strojów, obyczajów plemion Afryki centralnej. Zagórski chciał uchwycić Afrykę taką, jaką była zanim przybyli tu Europejczycy. Świat jaki przedstawił na zdjęciach jest pełen elegancji i dumy.

## Galeria

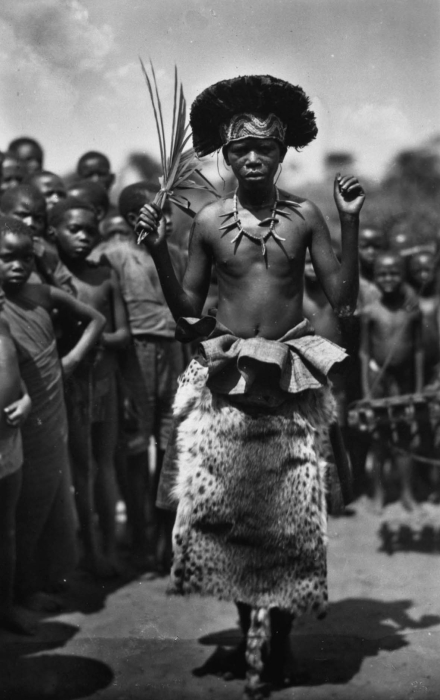
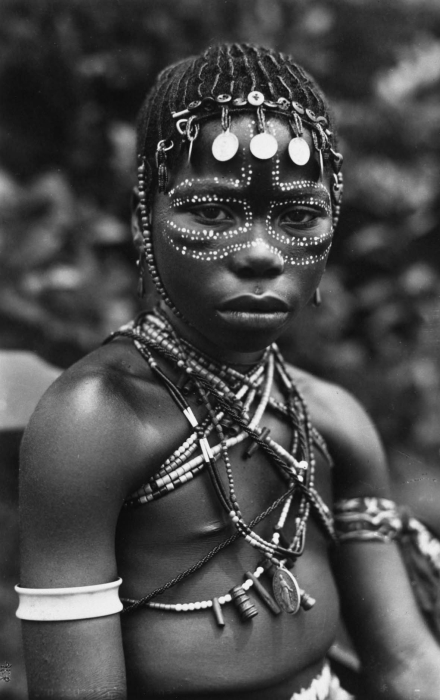
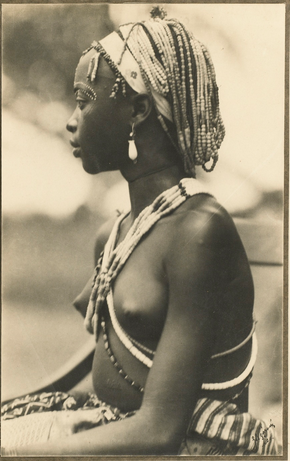
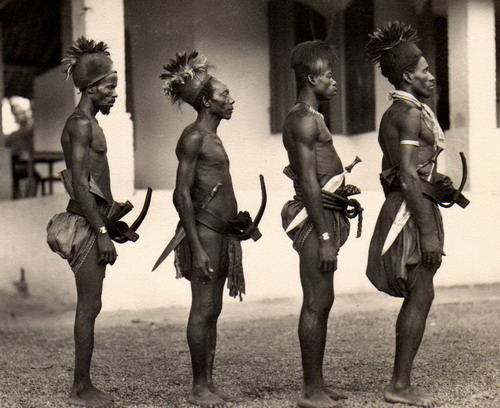
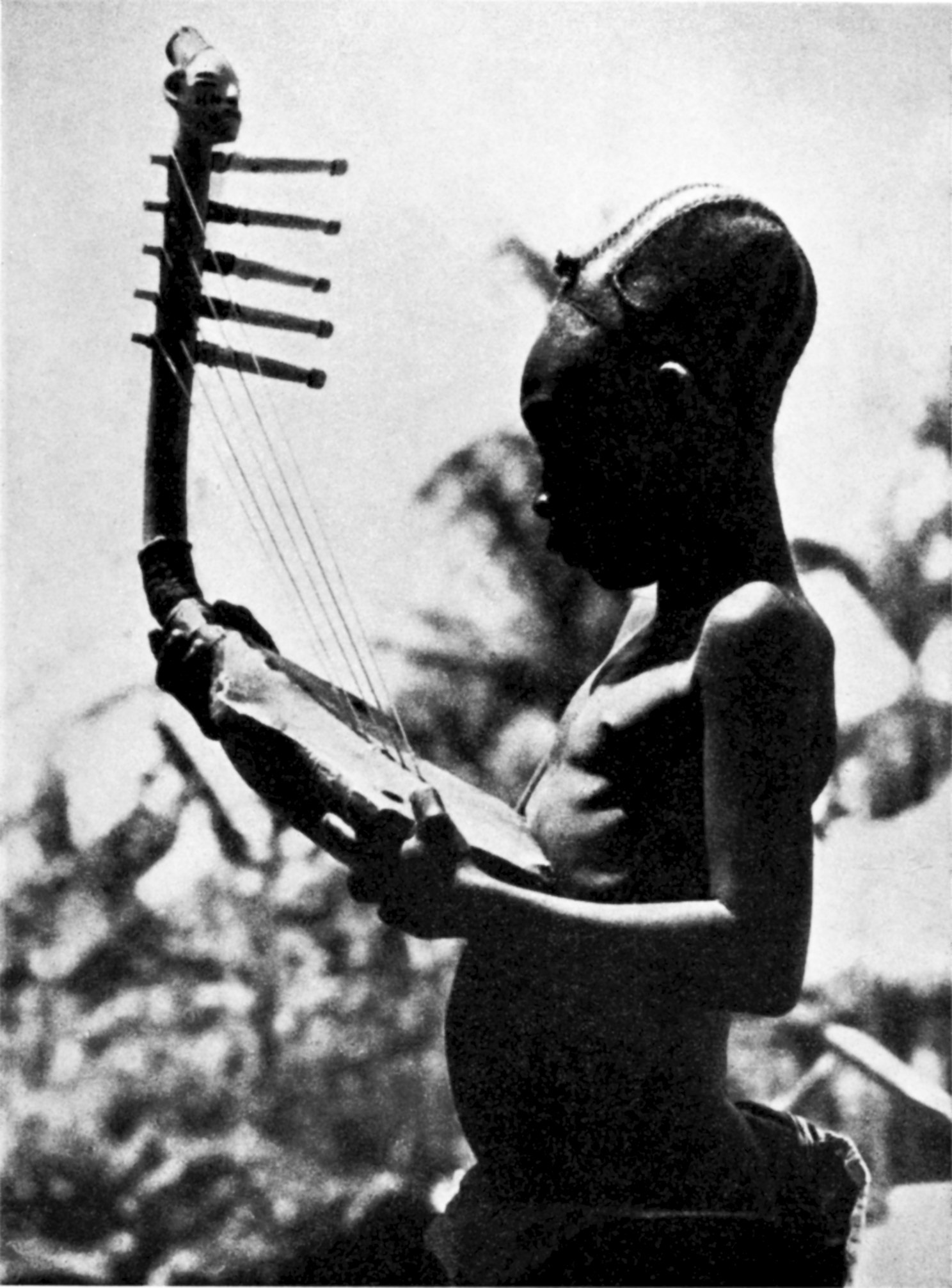
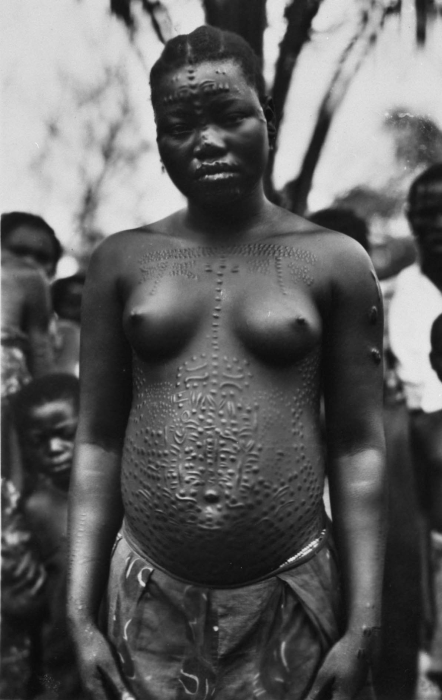
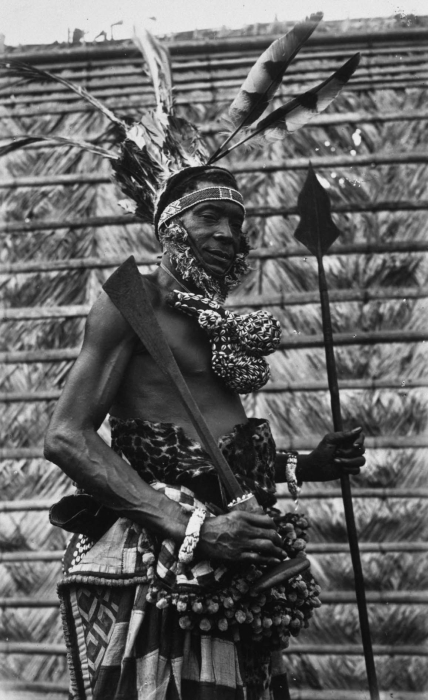
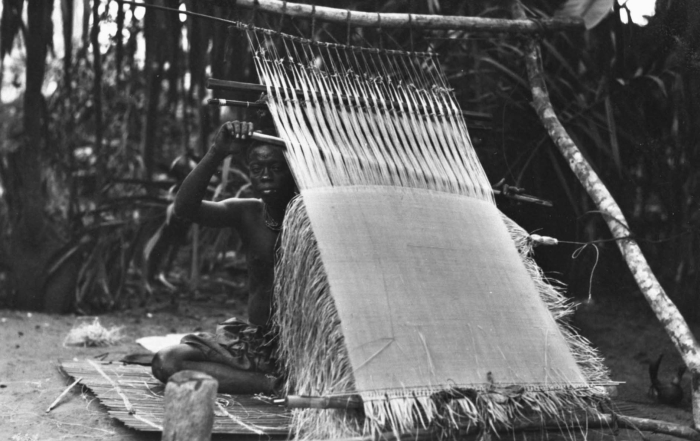
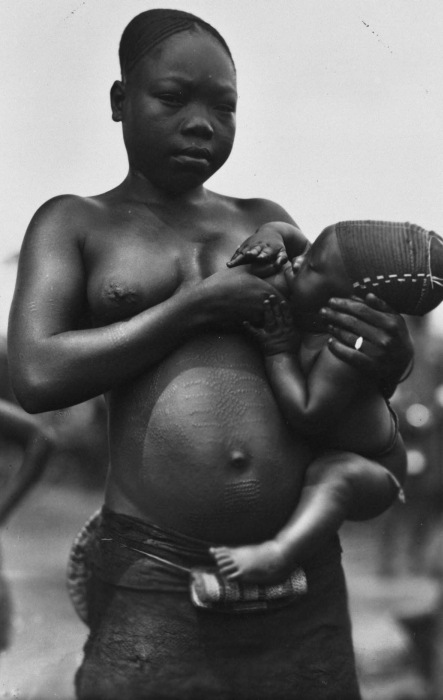